# Konfliktens ansigter
Konfliktens ansigter er en dansk dokumentarfilm fra 1998 instrueret af Gerd Elmark.

## Handling
Om to unge menneskers - en israeler og en palæstinensers - angst, men også om håbet om forsoning og fred. Og om at have en hverdag på trods af konflikten. Filmen viser, at unge israelere og palæstinensere måske ikke er så forskellige, som man skulle tro.